# Shanyang (Jiaozuo)
Der Stadtbezirk Shanyang (chinesisch 山阳区, Pinyin Shānyáng Qū) gehört zum Verwaltungsgebiet der bezirksfreien Stadt Jiaozuo in der chinesischen Provinz Henan. Er hat eine Fläche von 109,3 km² und zählt 490.300 Einwohner (Stand: Ende 2018). Er ist Zentrum und Sitz der Stadtregierung von Jiaozuo.

## Administrative Gliederung
Auf Gemeindeebene setzt sich der Stadtbezirk aus zehn Straßenvierteln zusammen. 